# Dave's Picks, Vol. 1: The Mosque, Richmond, VA 5/25/77
Dave's Picks, Vol. 1: The Mosque, Richmond, VA 5/25/77 es el primer álbum en vivo de Dave's Picks, serie de lanzamientos en vivo de la banda estadounidense Grateful Dead. Fue publicado el 1 de febrero de 2012 a través del sello discográfico Rhino. Dave's Picks, Vol. 1 se lanzó como un LP de cinco discos el 29 de abril de 2022.

## Antecedentes

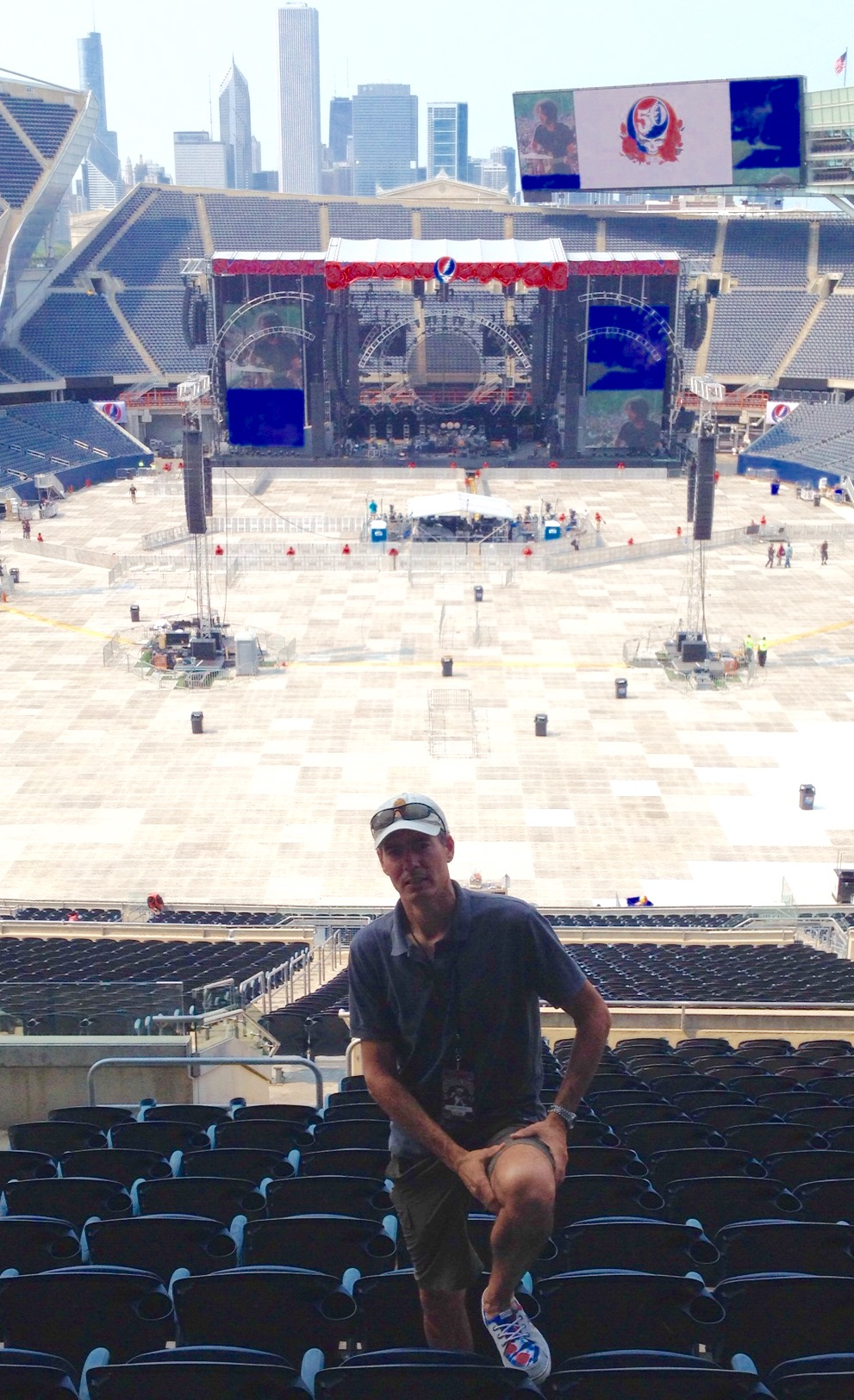
La serie Dave's Picks lleva el nombre del archivista David Lemieux.

Justo antes de que Dick's Picks terminara su publicación, Grateful Dead Productions anunció que lanzaría un nuevo ciclo de lanzamientos que no se incluirían en CD. Llamados Grateful Dead Download Series, estos conjuntos permitieron a los fanáticos acceder digitalmente a conciertos completos sin tener que lidiar con que los corten y coloquen en CD separados. El primer lanzamiento de la serie, que apareció en junio de 2005, presentó el espectáculo del 30 de abril de 1977 en el Palladium de la ciudad de Nueva York. El segundo salió el mes siguiente y contó con un concierto del 18 de enero de 1970 en Springer's Inn en Portland, Oregón. En total, la serie ofreció doce volúmenes de espectáculos que en ocasiones se complementaron con actuaciones de ensayo. Un ejemplo de esto es el último, Volume 12: Washington U., St. Louis, MO 4/17/69, que salió en 2006 y presentó dos canciones de un ensayo en el Avalon Ballroom el 23 de enero de 1969.
La banda fue en una dirección opuesta con la serie de sonido que siguió, Road Trips. La serie hizo su debut en noviembre de 2007. La banda no solo volvió a publicar ediciones impresas de sus lanzamientos, sino que cada una venía con un lujoso folleto que incluía un ensayo y fotografías raras o nunca antes vistas. Además, Road Trips no se centró en conciertos completos, sino que ofreció lo más destacado de varias giras. Dos problemas plagaron la serie. En primer lugar, no ofrecía espectáculos completos, lo que provocó las mismas quejas entre los Deadheads que cuando Dick's Picks siguió el mismo camino. Con este fin, la serie inició una subserie descargable, Road Trips Full Show, que abordó ese tema. El otro problema que tuvo Road Trips fue que estaba numerado de manera confusa. En lugar de tener números secuenciales, como la serie Dick's Picks, cada volumen tenía un subconjunto de números (Volume 1 Number 1, Volume 1 Number 2, etc.) lo que hacía difícil recordar cuáles eran cuáles. Road Trips terminó en 2011 después de su decimoséptimo lanzamiento. En el libro The Grateful Dead FAQ: All That's Left to Know About the Greatest Jam Band in History de Tony Sclafani, Lemieux explicó:

“Cuando gran parte del personal de Rhino cambió a finales de 2010, el nuevo vicepresidente senior, Mark Pincus, y yo nos sentamos y me preguntó qué pensaba de la serie Road Trips. Dije: ‘Bueno, creo que los sets con shows completos están bien, pero creo que el problema es que realmente sufrió un mal lanzamiento. No creo que haya sido bien recibido desde el principio. A pesar de que pasamos a shows completos.’ [...] Entonces él dijo: ‘¿Qué piensas acerca de terminarlo y empezar de nuevo?’ Dije: ‘Sí, volvamos a Dick's Picks o algo así.’ Se les ocurrió la idea de Dave's Picks. No fue como si me pidieran mi opinión al respecto, pero por supuesto me siento halagado y honrado de que hayan hecho eso.”

## Recepción de la crítica
El crítico de Something Else!, Stephen Lewis, declaró: “Dave's Picks, Volume One proviene de lo que muchos consideran la mejor época de la banda, por lo que su elección no es una sorpresa. Lo que puede ser una sorpresa es cómo se puede acceder fácilmente a esa calidad musical y a la improvisación continua todas las noches. Esta grabación contiene una de esas veladas, llena de numerosos pasajes únicos y deliciosos que ahora están inmortalizados para siempre”. El crítico de The Oklahoman, Gene Triplett, escribió: “Este espectáculo encuentra a The Dead más estrictos, más disciplinados y más seguros que nunca en una presentación en vivo”.
Doug Collette de All About Jazz calificó Dave's Picks, Vol. 1 como “una inauguración audaz pero apropiada para esta serie de archivo. Pone el listón alto, pero eso sólo debería garantizar que los lanzamientos posteriores coincidan con los estándares que Grateful Dead se impuso”. El crítico de Relix, Jeff Tamarkin, declaró: “Por muy deliciosa que sea la interpretación en Richmond, lo más destacado son las interpretaciones vocales de García y Weir; ambos cantaban con un cuidado recién descubierto por los matices que servía sumamente bien a la música. A juzgar por este primer lanzamiento de la nueva serie de David Lemieux, Dave's Picks será un digno sucesor de la tan cacareada serie Dick's Picks”.

## Lista de canciones
Todas las canciones escritas y compuestas por Jerry García y Robert Hunter, excepto donde esta anotado. 
| Disco uno |                                         |                                     |          |  |
| N.º       | Título                                  | Escritor(es)                        | Duración |  |
| 1.        | «Mississippi Half-Step Uptown Toodeloo» |                                     | 10:42    |  |
| 2.        | «Jack Straw»                            | Bob Weir, Hunter                    | 6:17     |  |
| 3.        | «They Love Each Other»                  |                                     | 7:21     |  |
| 4.        | «Mexicali Blues»                        | Weir, John Perry Barlow             | 3:39     |  |
| 5.        | «Peggy-O»                               | tradicional, arr. por Grateful Dead | 7:44     |  |
| 6.        | «Cassidy»                               | Weir, Barlow                        | 5:27     |  |
| 7.        | «Loser»                                 |                                     | 8:32     |  |
| 8.        | «Lazy Lightning»                        | Weir, Barlow                        | 3:14     |  |
| 9.        | «Supplication»                          | Weir, Barlow                        | 5:13     |  |
| 10.       | «Brown-Eyed Women»                      |                                     | 6:10     |  |
| 11.       | «Promised Land»                         | Chuck Berry                         | 4:32     |  |

| Disco dos |                        |                       |          |  |
| N.º       | Título                 | Escritor(es)          | Duración |  |
| 1.        | «Scarlet Begonias»     |                       | 10:31    |  |
| 2.        | «Fire on the Mountain» | Mickey Hart, Hunter   | 11:52    |  |
| 3.        | «Estimated Prophet»    | Weir, Barlow          | 8:41     |  |
| 4.        | «He's Gone»            |                       | 13:52    |  |
| 5.        | «Drums»                | Hart, Bill Kreutzmann | 5:25     |  |

| Disco tres |                     |                  |          |  |
| N.º        | Título              | Escritor(es)     | Duración |  |
| 1.         | «The Other One»     | Weir, Kreutzmann | 15:15    |  |
| 2.         | «Wharf Rat»         |                  | 11:10    |  |
| 3.         | «The Other One»     | Weir, Kreutzmann | 3:38     |  |
| 4.         | «The Wheel»         |                  | 5:24     |  |
| 5.         | «Around and Around» | Berry            | 9:10     |  |
| 6.         | «Johnny B. Goode»   | Berry            | 4:20     |  |

## Créditos y personal
Créditos adaptados desde las notas de álbum de Dave's Picks, Vol. 1: The Mosque, Richmond, VA 5/25/77.
Grateful Dead
- Jerry Garcia – voz principal y coros, guitarra líder
- Donna Jean Godchaux – coros
- Keith Godchaux – teclado
- Mickey Hart – batería
- Bill Kreutzmann – batería
- Phil Lesh – guitarra bajo
- Bob Weir – guitarra rítmica, coros

Personal técnico
- Grateful Dead – producción
- David Lemieux – productor para su lanzamiento
- Mark Pinkus – productor ejecutivo
- Jeffrey Norman – masterización
- Betty Cantor-Jackson – grabación
- Nicholas Merriwether – investigación de archivos
- Michael Wesley Johnson – investigación de cintas
- Blair Jackson – notas de álbum, ensayo

Diseño
- Scott McDougall – ilustración
- James R. Anderson – fotografías
- Steve Vance – director artístico, diseño de portada

## Posicionamiento
| Gráfica (2022)                             | Pico de posición |
| ------------------------------------------ | ---------------- |
| Estados Unidos (Billboard Top Album Sales) | 16               |